# Adam Zamenhof
Adam Zamenhof (Varsó, 1888. június 11. – Palmiry, 1940. január 29.) lengyel eszperantista, orvos, Klara és L. L. Zamenhof fia volt, Lidia és Zofia testvére, Louis-Christophe Zaleski-Zamenhof apja.

## Életútja
Adam Zamenhof a varsói zsidó kórház szemészeti osztályának volt a főorvosa. Széles körben írt szakterületéről és együttműködött az International Medical Journal-lal.
1939. október 1-jén letartóztatták és Palmirybe küldték, ahol 1940. január 29-én lelőtték.
- Adam Z. írása édesapja utolsó éveiről

## Fordítás
- Ez a szócikk részben vagy egészben  az   Adamo Zamenhof című eszperantó Wikipédia-szócikk ezen változatának fordításán alapul.  Az eredeti cikk szerkesztőit annak laptörténete sorolja fel. Ez a jelzés csupán a megfogalmazás eredetét és a szerzői jogokat jelzi, nem szolgál a cikkben szereplő információk forrásmegjelöléseként.